# Raoulia apicinigra
Raoulia apicinigra là một loài thực vật có hoa trong họ Cúc. Loài này được Kirk miêu tả khoa học đầu tiên năm 1879.